# Jindřich Kušnír
Jindřich Kušnír (* 20. listopadu 1959) je bývalý československý fotbalista, obránce. Jeho synem je fotbalista Ondřej Kušnír.

## Fotbalová kariéra
Začínal v JTT Veselí nad Moravou. V československé lize hrál za TJ Vítkovice, dále hrál v nižší soutěži i za VP Frýdek-Místek. Získal ligový titul v roce 1986 s Vítkovicemi. V lize odehrál 120 utkání a dal 2 góly. V Poháru UEFA nastoupil ve 2 utkáních.

## Ligová bilance
| Ročník                                   | Zápasy | Góly | Klub             |
| ---------------------------------------- | ------ | ---- | ---------------- |
| 1. československá fotbalová liga 1981/82 | 13     | 0    | TJ Vítkovice     |
| 1. československá fotbalová liga 1982/83 | 25     | 1    | TJ Vítkovice     |
| 1. československá fotbalová liga 1983/84 | 23     | 0    | TJ Vítkovice     |
| 1. československá fotbalová liga 1984/85 | 21     | 1    | TJ Vítkovice     |
| 1. československá fotbalová liga 1985/86 | 19     | 0    | TJ Vítkovice     |
| 1. československá fotbalová liga 1986/87 | 10     | 0    | TJ Vítkovice     |
| 1. československá fotbalová liga 1987/88 | 9      | 0    | TJ Vítkovice     |
| Česká národní fotbalová liga 1988/89     | 30     | 0    | VP Frýdek-Místek |
| CELKEM                                   | 120    | 2    |                  |